# You.com
You.com est un agent conversationnel utilisant l'intelligence artificielle générative, développé par SuSea, Inc., avec pour spécificité la connectivité des modes IA proposés au web. Lancé initialement en tant que moteur de recherche, l'outil a été fondé par d'anciens employés de Salesforce et a ouvert sa version bêta publique le 9 novembre 2021. L'outil a ensuite commencé une transition lente vers un agent conversationnel jusqu'en février 2024, le moteur de recherche restant disponible.

## L'histoire
Le site Web a été fondé en 2020 par deux anciens employés de Salesforce, Bryan McCann et Richard Socher. À la suite de l'annonce par le moteur de recherche de l'ouverture de la version bêta publique en 2021, il a reçu un financement de 20 millions de dollars de Marc Benioff, le fondateur de Salesforce. Dans une interview, le cofondateur Richard Socher a déclaré qu'il voulait un moteur de recherche avec un équilibre entre confidentialité et personnalisation.
En mars 2022, la société a lancé YouWrite, un générateur de texte GPT-3 pour écrire des e-mails et d'autres documents,.
En février 2024, You devient un agent conversationnel avec une interface similaire à celle de ChatGPT, mais réagit toujours comme un moteur de recherche en donnant les résultats web donnés par ce dernier.

## Résultats de recherche
Le moteur de recherche affiche les résultats de recherche triés par sites Web spécifiques, par exemple, Reddit. Ces catégories peuvent être triées par l'utilisateur. Pour les résultats Web, il utilise les résultats de Microsoft Bing. Contrairement à ChatGPT, You et se démarque par sa fonctionnalité de citation automatique des sources des informations qu’il délivre, ce que ChatGPT ne fait pas.
You.com ne stocke pas les adresses IP des utilisateurs et ne collecte pas les informations des utilisateurs pour cibler les publicités. You.com propose deux modes : le mode personnel et le mode privé qui est plus confidentiel. Contrairement au mode personnel, en mode privé, You.com ne stocke pas les recherches des utilisateurs, ne partage pas les adresses IP avec les partenaires de You.com et ne collecte aucune information sur la recherche.